# 69e méridien est
En géographie, le 69e méridien est est le méridien joignant les points de la surface de la Terre dont la longitude est égale à 69° est.

## Géographie

### Dimensions
Comme tous les autres méridiens, la longueur du 69e méridien correspond à une demi-circonférence terrestre, soit 20 003,932 km. Au niveau de l'équateur, il est distant du méridien de Greenwich de 7 681 km,.
Avec le 111e méridien ouest, il forme un grand cercle passant par les pôles géographiques terrestres.

### Régions traversées
En commençant par le pôle Nord et descendant vers le sud au pôle Sud, Le 69e méridien est passe par:
| Coordonnées          | Pays, territoire ou mer                     | Notes |
| -------------------- | ------------------------------------------- | --- |
| 90° 00′ N, 69° 00′ E | Océan Arctique                              | |
| 81° 00′ N, 69° 00′ E | Mer de Barents                              | |
| 76° 43′ N, 69° 00′ E | Russie                                      | Île Severny, Nouvelle-Zemble - sur environ 4 km à la pointe orientale de l'île                              |
| 76° 40′ N, 69° 00′ E | Mer de Kara                                 | |
| 72° 41′ N, 69° 00′ E | Russie                                      | Péninsule de Yamal                                                                                          |
| 68° 56′ N, 69° 00′ E | Mer de Kara                                 | Baie Baïdaratskaïa                                                                                          |
| 68° 44′ N, 69° 00′ E | Russie                                      | Passe par Khanty-Mansiïsk                                                                                   |
| 55° 26′ N, 69° 00′ E | Kazakhstan                                  | Sur environ 10 km                                                                                           |
| 55° 20′ N, 69° 00′ E | Russie                                      | Sur environ 6 km                                                                                            |
| 55° 17′ N, 69° 00′ E | Kazakhstan                                  | |
| 41° 18′ N, 69° 00′ E | Ouzbékistan                                 | |
| 40° 13′ N, 69° 00′ E | Tadjikistan                                 | Sur environ 9 km                                                                                            |
| 40° 07′ N, 69° 00′ E | Ouzbékistan                                 | Sur environ 7 km                                                                                            |
| 40° 04′ N, 69° 00′ E | Tadjikistan                                 | |
| 37° 18′ N, 69° 00′ E | Afghanistan                                 | Passe juste à l'ouest de Kabul                                                                              |
| 31° 37′ N, 69° 00′ E | Pakistan                                    | Baloutchistan Sindh                                                                                         |
| 24° 13′ N, 69° 00′ E | Inde                                        | Gujarat |
| 22° 57′ N, 69° 00′ E | Océan Indien                                | Golfe de Kutch                                                                                              |
| 22° 25′ N, 69° 00′ E | Inde                                        | Gujarat |
| 22° 11′ N, 69° 00′ E | Océan Indien                                | |
| 48° 41′ S, 69° 00′ E | Terres australes et antarctiques françaises | Îles Kerguelen                                                                                              |
| 49° 43′ S, 69° 00′ E | Océan Indien                                | |
| 60° 00′ S, 69° 00′ E | Océan Austral                               | |
| 67° 55′ S, 69° 00′ E | Antarctique                                 | Territoire Antarctique australien, Revendications territoriales en Antarctique revendiqués par l' Australie |